# Prosper (publicité)
Pour les articles homonymes, voir Prosper.
Prosper le roi du pain d'épices est la mascotte du pain d'épices de la marque Vandamme.
Populaire dans les années 1980, Prosper est un ours habillé en t-shirt jaune arborant le logo Vandamme et de sa célèbre publicité « Prosper, youpla boum, c'est le roi du pain d'épices ». Celle-ci s'inspire de la chanson de Maurice Chevalier, Prosper (Yop la boum).
Malgré le rachat de LU et quelques modifications, Prosper continue d'exister. Néanmoins, il ne porte plus de logo sur son t-shirt.